# 北芝電機
北芝電機株式会社（きたしばでんき、Kitashiba Electric Co., Ltd.）は、福島県福島市に本社を置く重電メーカーである。東芝グループ企業。
希であるが、当社から松川駅を経由し、大物車を介した大型変圧器の鉄道輸送が行われることがある（松川駅も参照）。

## 沿革
- 1944年（昭和19年）- 東京芝浦電気株式会社（現・東芝）松川工場として操業開始。
- 1950年（昭和25年）- 北芝電機株式会社設立。
- 1951年（昭和26年）- 交流発電機製作開始。
- 1952年（昭和27年）- 東京営業所（現・東京支社）開設。
- 1955年（昭和30年）- 自動車用小型モータ製作開始。
- 1957年（昭和32年）- 仙台営業所（現・東北支社）開設。
- 1958年（昭和33年）- 配電盤製作開始。
- 1962年（昭和37年）- 大容量変圧器製作開始。
- 1971年（昭和46年）- 154kV級電力用変圧器製作開始。
- 1978年（昭和53年）- 電熱装置製作開始。
- 1979年（昭和54年）- 自動車用小型モータの量産を開始。
- 2001年（平成13年）- 環境・エネルギーソリューション事業開始。
- 2004年（平成16年）- 自動車用小型モータの中国での生産を開始。
- 2009年（平成21年）
  - 東芝と共同で中国に配電用変圧器製造販売会社設立。
  - 環境調和製品・ナタネ油入変圧器販売開始。
- 2013年（平成25年）- 再生可能エネルギー向け中間変圧器ユニット及び鋳造工場向け省エネ操業管理システムの販売を開始。
- 2015年（平成27年）
  - 創立65周年。
  - 自動車用モータ中国販売会社設立。
- 2016年（平成28年）- 新型環境調和型変圧器「ULTrans」販売開始。
- 2017年（平成29年）- 100kW純水素燃料電池システム製造開始。
- 2020年（令和2年）
  - 6月23日 - 平成29年から令和元年5月までの間において、請け負った建設工事の一部において、主任技術者等の資格要件を満たさない技術者を配置していたとして、東北地方整備局より建設業法に基づく行政処分を受ける[1]。
- 2022年（令和4年）4月1日 - 子会社であるキタシバ技研株式会社及び株式会社北芝テクノを吸収合併[2]。

## 主な製品
再生可能エネルギー発電システム（太陽光・水力・風力）
電力用変圧器、炉用変圧器、植物油入変圧器、各種リアクトル、受配電盤、サイリスタ式自動電圧調整装置（TVR）、デジタル制御盤、
水車発電機、ブラシレス交流励磁機、
受変電システム、移動用変電設備、油冷却器冷却器及び冷却システム（油・空気・水素ガス・純水・軸受・地下変）、プレス加工品、金型製品、誘導溶解炉、加熱機（エッジヒータ、バーヒータ）

## 事業所所在地
- 本社 - 〒960-1292 福島県福島市松川町字天王原9番地
- 二本松分工場 - 〒964-0029 福島県二本松市永田5丁目18番地の2

- - 東京支社 - 〒212-0013　神奈川県川崎市幸区堀川町72番地34　ラゾーナ川崎東芝ビル12階
  - 東北支社 - 〒980-0014　宮城県仙台市青葉区本町二丁目1番29号（仙台本町JREホンマビル10階）
  - 北海道営業所 - 〒063-0814　北海道札幌市西区琴似4条2丁目1番2号（コルテナⅡ）

## グループ関連企業
- 株式会社東芝
- 東芝エネルギーシステムズ株式会社
- 東芝インフラシステムズ株式会社